# Milan Zorić
Milan Zorić, bosansko-hercegovski general, * 6. marec 1912, † 2006.

## Življenjepis
Leta 1941 je vstopil v NOVJ in KPJ; med vojno je bil poveljnik več enot, nazadnje 39. divizije.
Po vojni je bil poveljnik divizije in korpusa, načelnik štaba armade,...